# Hospital de Jesús (México)
El Hospital de Jesús (oficialmente Hospital de la Purísima Concepción y Jesús Nazareno) es un hospital ubicado en la Ciudad de México. Es el hospital más antiguo del América y está ubicado en el lugar donde se supone que Hernán Cortés y Moctezuma II se encontraron por primera vez en 1519, que era entonces el camino que conducía a Iztapalapa. Sin embargo, investigaciones recientes debaten la ocurrencia de ese encuentro en el lugar de la fundación del hospital alegando que habría ocurrido unos 800 metros al sur, sobre la misma calzada. Cortés ordenó que el hospital fuera construido para atender al público sin distinción entre españoles, indígenas y castas, y nombró como primer director a fray Bartolomé de Olmedo. El hospital de Jesús es uno de los edificios más antiguos en la ciudad. Está en operación desde 1524, aunque existe cierta controversia al respecto, ya que es uno de tres hospitales que se inauguraron en la misma época, y los registros tienen diferentes fechas de la primera apertura. Hernán Cortés lo hizo una institución laica, lo que siglos después evitó que el hospital desapareciera, como otros, con las leyes de Reforma. El  hospital, con su iglesia, se llamaba originalmente "de la Purísima Concepción" o "de la Purísima Concepción de Nuestra Señora". Al comienzo de la época colonial, era conocido popularmente como el Hospital del Marqués, y comenzó a llamarse "Hospital de Jesús" desde que el hospital ganó, en una rifa entre hospitales, la imagen de un Jesús crucificado, que se consideró milagrosa.

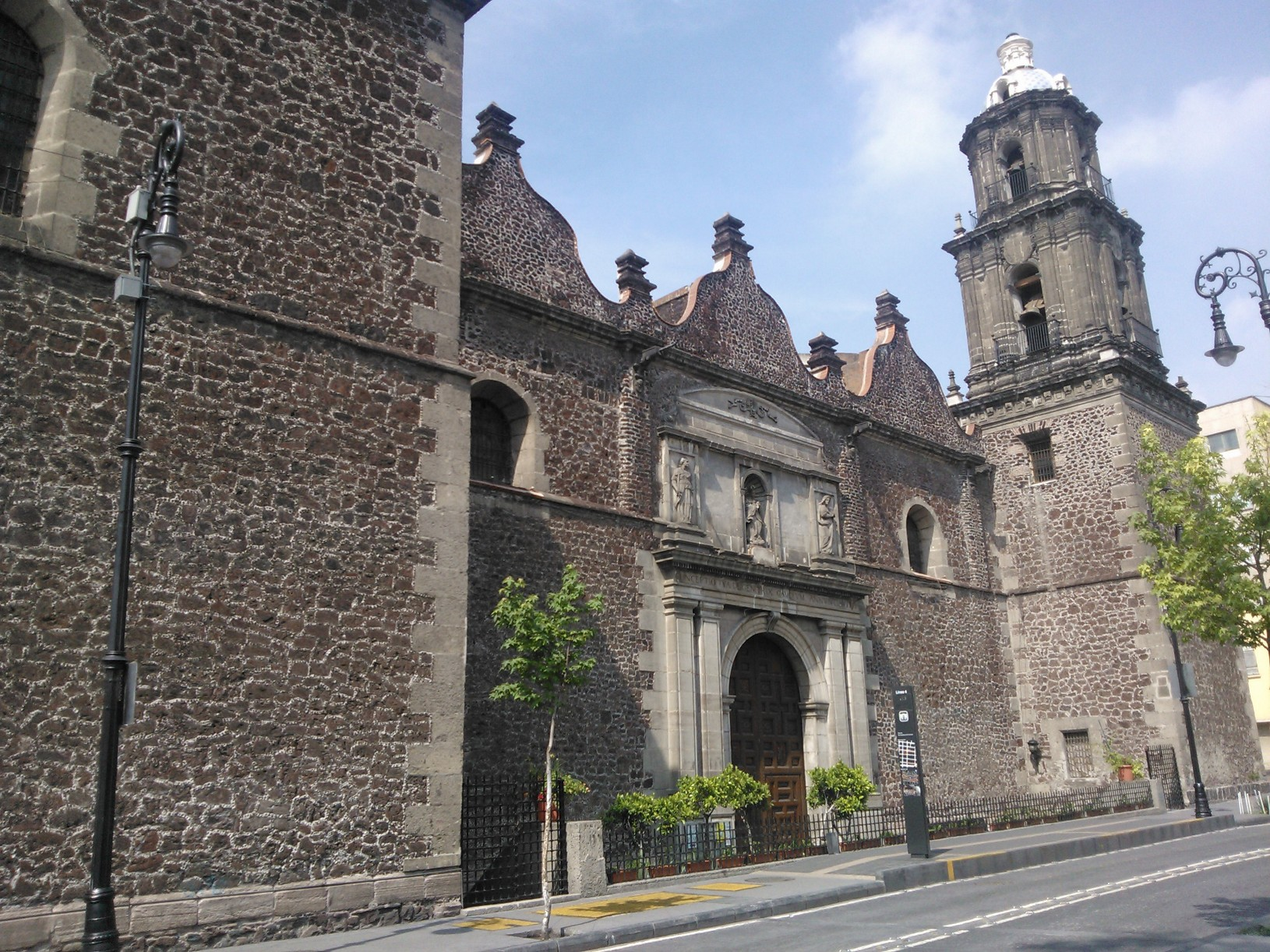
La iglesia de Jesús Nazareno.

El hospital fue diseñado por Carlos Olivas, y Cortés dejó varios campos de cultivo en su testamento para el beneficio de la institución. Cortés murió antes de que el edificio del hospital fuera terminado, y el gobierno colonial contrató a Alonso Pérez de Castañeda. Seis años y 43,000 pesos más tarde, aún no estaba terminado. 130 años después, Antonio de Calderón Benavides fue nombrado cabeza de la institución y trabajó para terminarla. Para este tiempo el hospital recibió la imagen de Jesús el Nazareno, donada por Juan Manuel de Solórzano, aunque según la leyenda la donación se atribuye a la indígena Petronila Jerónima, y el hospital fue renombrado en honor de la imagen cuando finalmente fue dedicado en 1665. En un grado u otro, más o menos todos los mejores arquitectos de la Nueva España participaron en este edificio, desde la construcción hasta el mantenimiento. La lista incluye algunos como Claudio de Arciniega, Diego de Aguilera, Sebastián Zamorano, Pedro de Arrieta, Miguel Custodio Durán y Francisco Antonio Guerrero y Torres.
En 1646, el hospital fue el sitio de la primera autopsia realizada en el continente americano, realizada para enseñar anatomía a los estudiantes de medicina de la Real y Pontificia Universidad de México. En 1715, el hospital publicó la Regia Academia Mariana Practica Medica para promover más prácticas profesionales en el campo de la medicina en la Nueva España. El edificio hoy en día continua su función como hospital.
La iglesia y el hospital permanecieron intactos hasta 1934 cuando, a causa de la ampliación de la avenida 20 de Noviembre, el patronato del hospital levantó un edificio de cinco pisos, obra del arquitecto José Villagrán que acabó por devorar la construcción colonial, aunque se conservaron los patios originales del hospital.

## Administración
Durante muchos años se financió a través de las rentas que para ello destinó Cortés, quien dispuso también en su testamento que sus herederos se encargarían de su mantenimiento; estos así lo hicieron durante muchos años, y en 1932 el hospital quedó a cargo de un grupo de médicos.

## El complejo
El complejo del hospital está dividido en cuatro secciones. El edificio original del hospital está oculto por la nueva fachada. Después de pasar por la entrada principal, se accede al patio, cuya planta baja y disposición datan del siglo XVI; se trata de un cuadrángulo ajardinado, rodeado por esbeltas arcadas y dividido en dos por las escaleras que dan al primer piso, en el que se encuentra un mural contemporáneo que resume la historia de Hernan Cortés y la Conquista de México. El patio del hospital se elaboró originalmente con columnas toscanas, pero desde entonces han sido sustituidas por otras igualmente austeras. Las escaleras originales se mantienen en su disposición renacentista, entre los dos patios, y en ellas se encuentra un busto de Cortés. Más allá de esta escalera se encuentra un segundo patio. Un patio era para los hombres, otro para las mujeres. El retrato más famoso de Cortés aún se observa aquí. El fresco de los pasillos superiores del lado sur tiene una serie de caras pequeñas y grotescas, que muchos consideran, erróneamente, de los familiares de Cortés.
En lo que fue la antigua sacristía del templo actualmente funciona la oficina del director del hospital, donde se conserva un techo artesonado con flores de oro sobre un fondo azul, obra de Nicolás de Yllescas.
Los restos de Cortés fueron colocados en la iglesia por el Virrey Revillagigedo en 1774. Al mismo tiempo, Manuel Tolsá creó un busto del conquistador, así como su escudo de armas, en bronce. Hoy en día, todavía hay una pequeña placa en la parte delantera de la iglesia, a la izquierda del altar mayor, que indica la ubicación de la tumba. Sin embargo, en agosto de 1882, hubo una propuesta para trasladar los restos y colocarlos junto a los de algunos de los héroes de la guerra de la Independencia mexicana, pero eso causó un alboroto en el que algunos trataron de profanar la tumba dentro de la iglesia. Los restos se trasladaron a un sitio seguro, en secreto.

## La sacristía
El artesonado que cubre el techo de la sacristía es de madera, tallado en forma de cajón, compuesto por 153 octaedros, fue elaborado por el 1578 por Nicolás de Illescas.

## Galería de imágenes

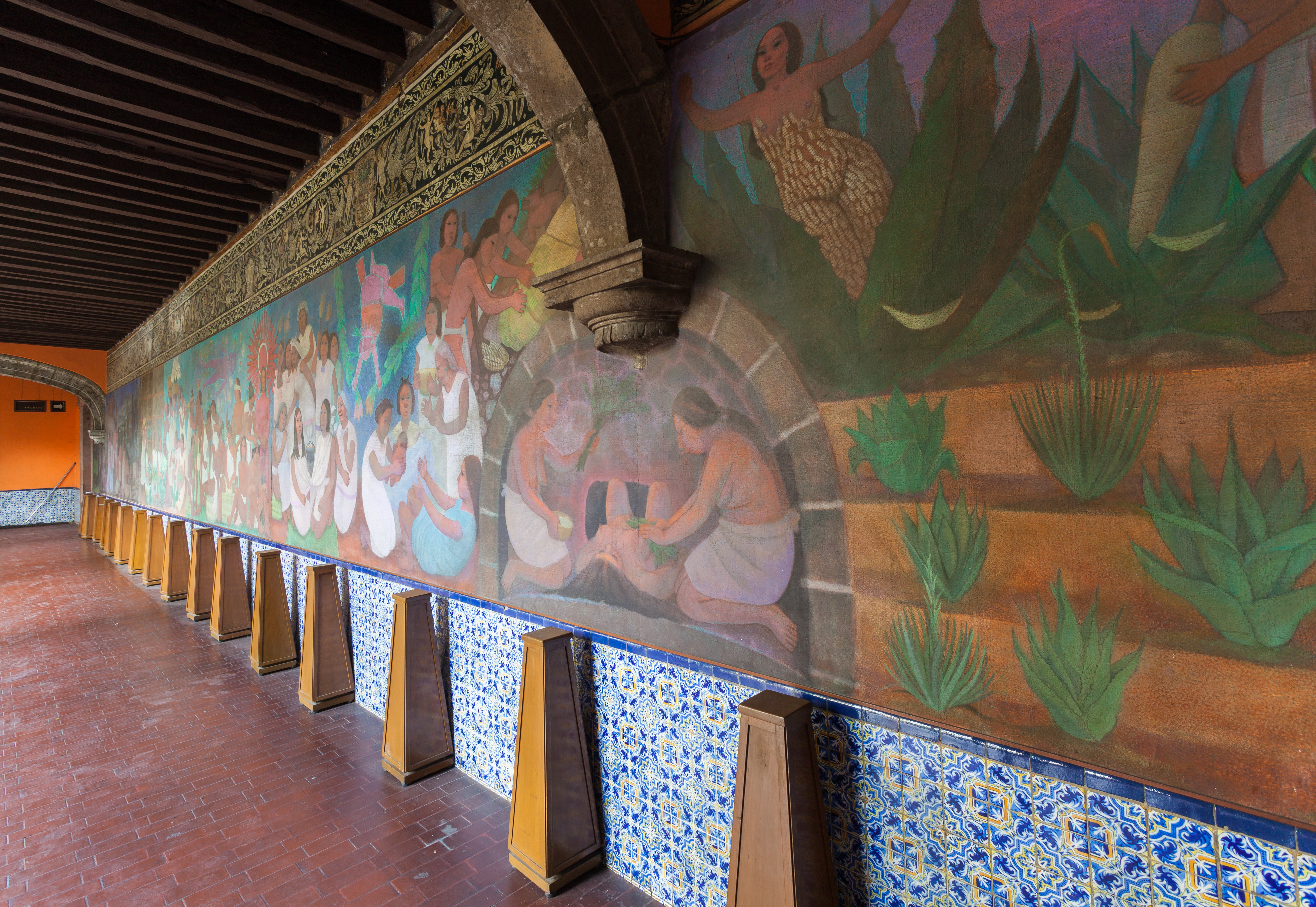
Mural del Hospital.
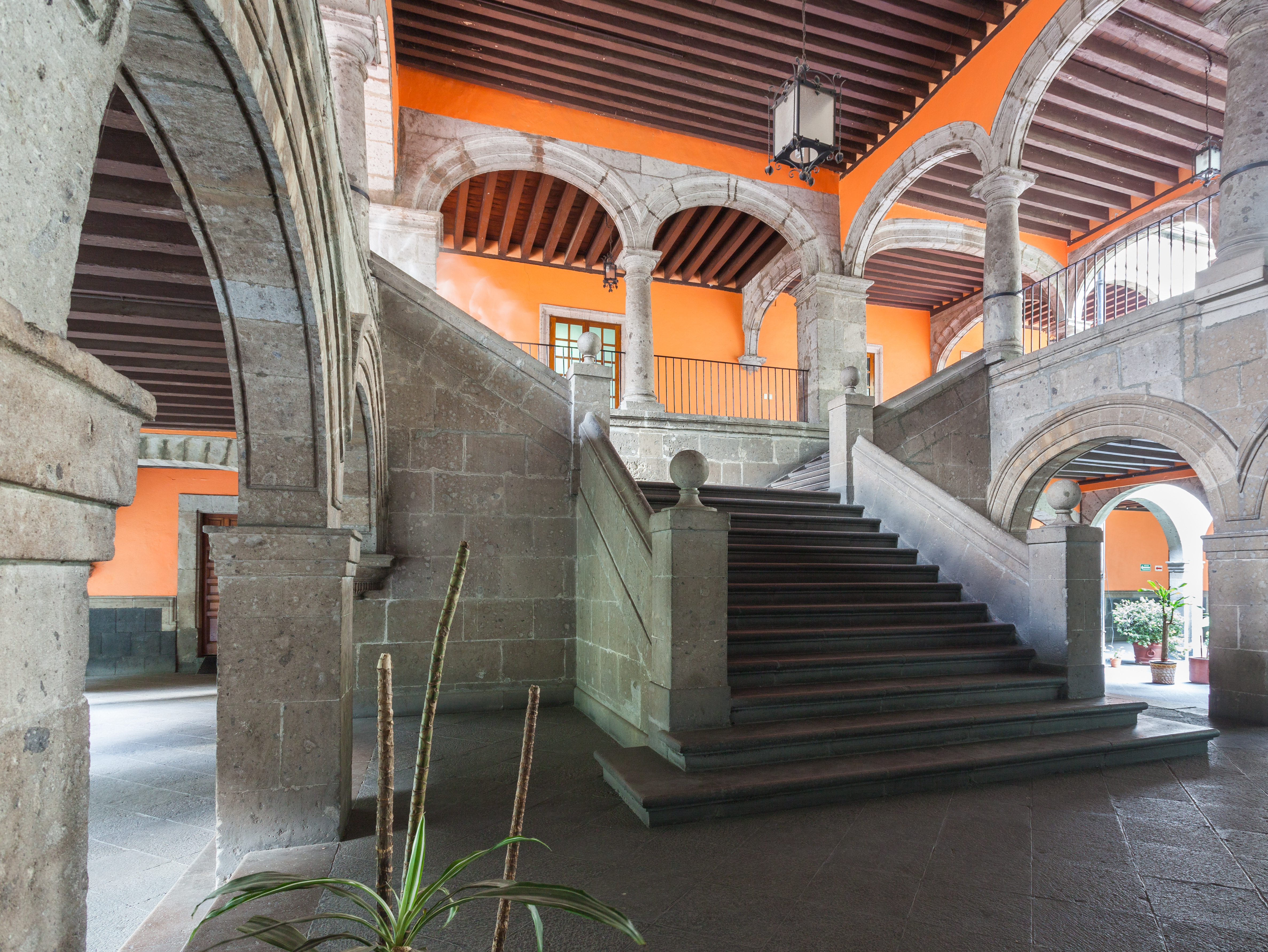
Escalera del hospital.
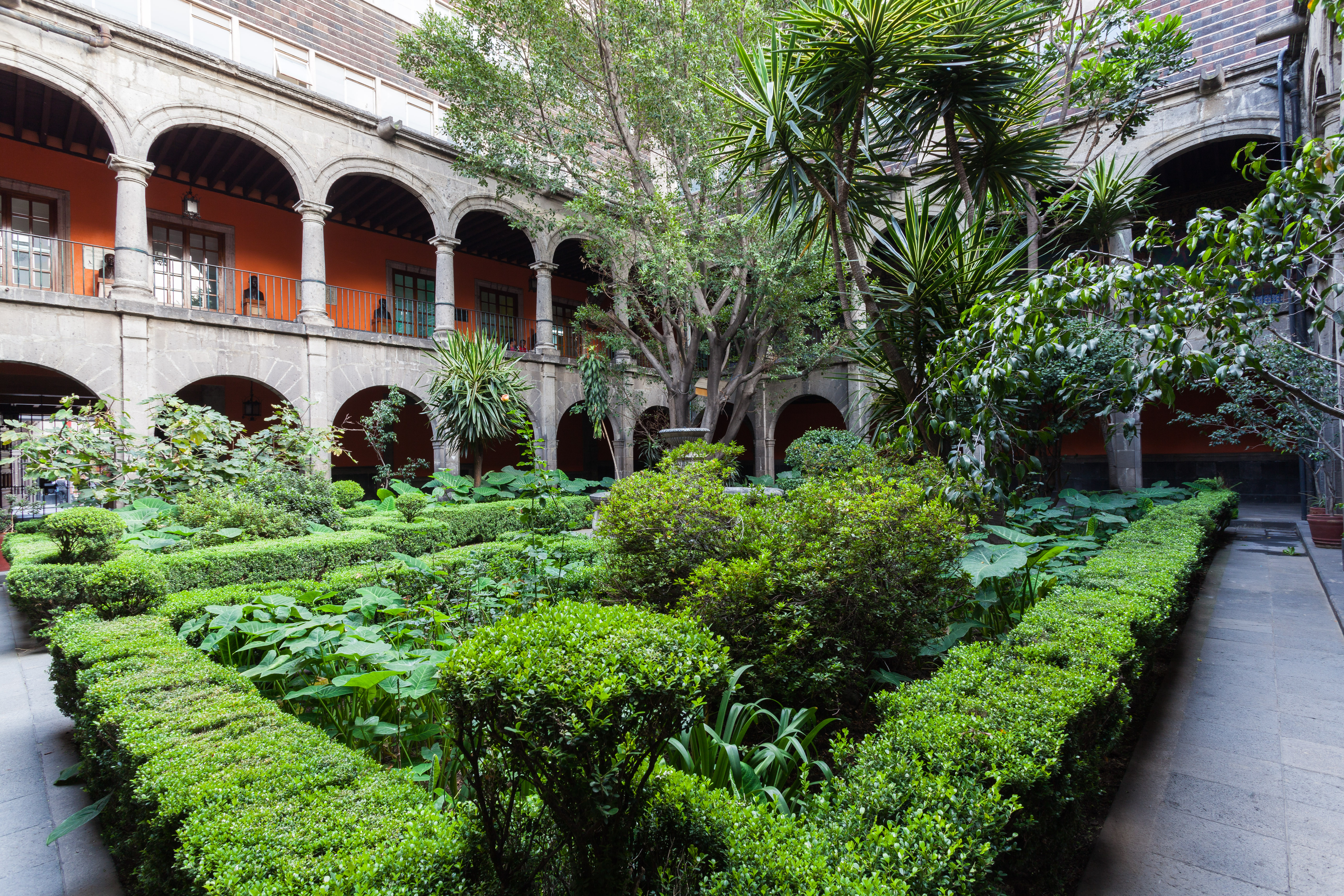
Uno de los patios del hospital.
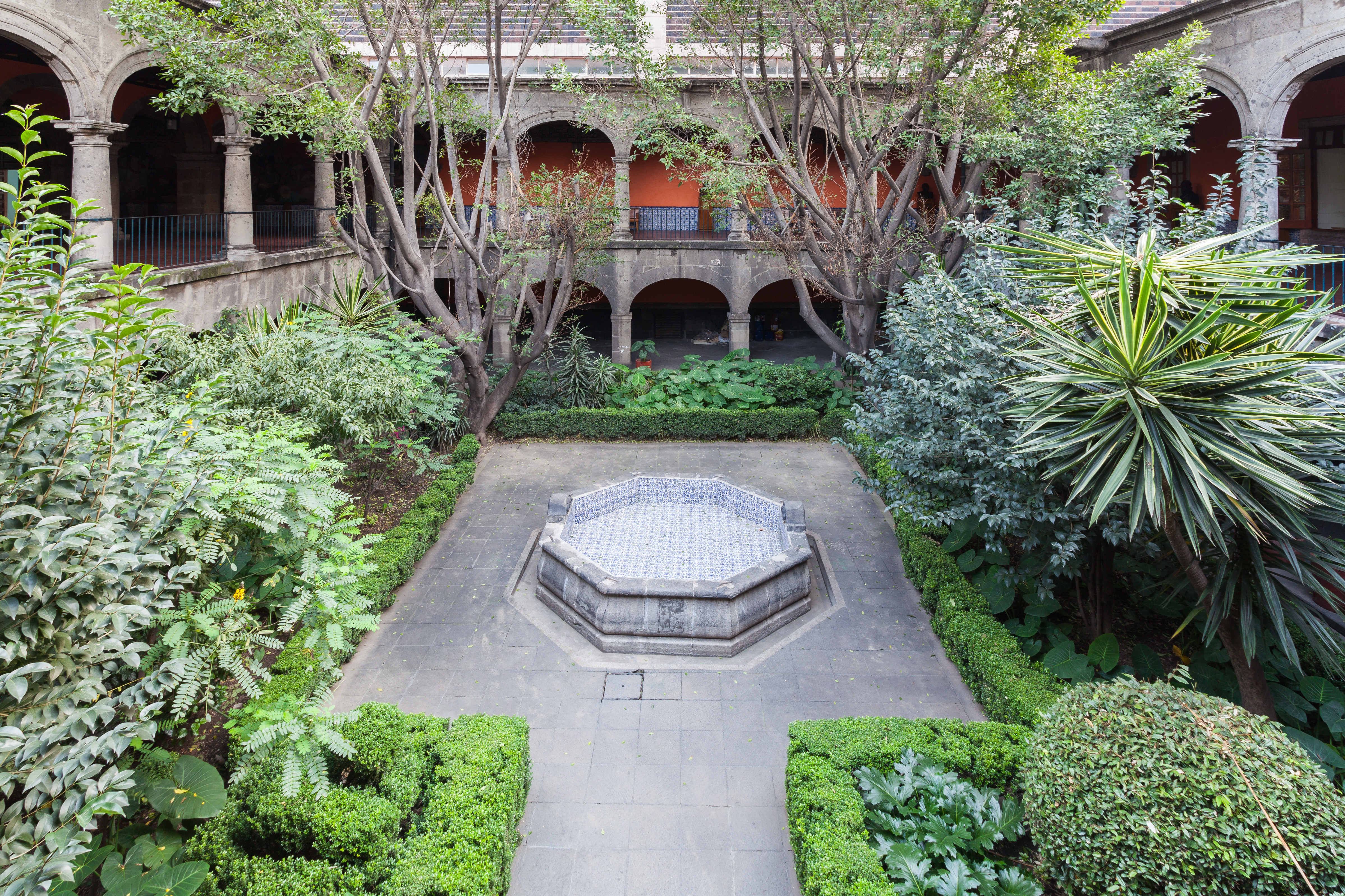
Patio y jardines.
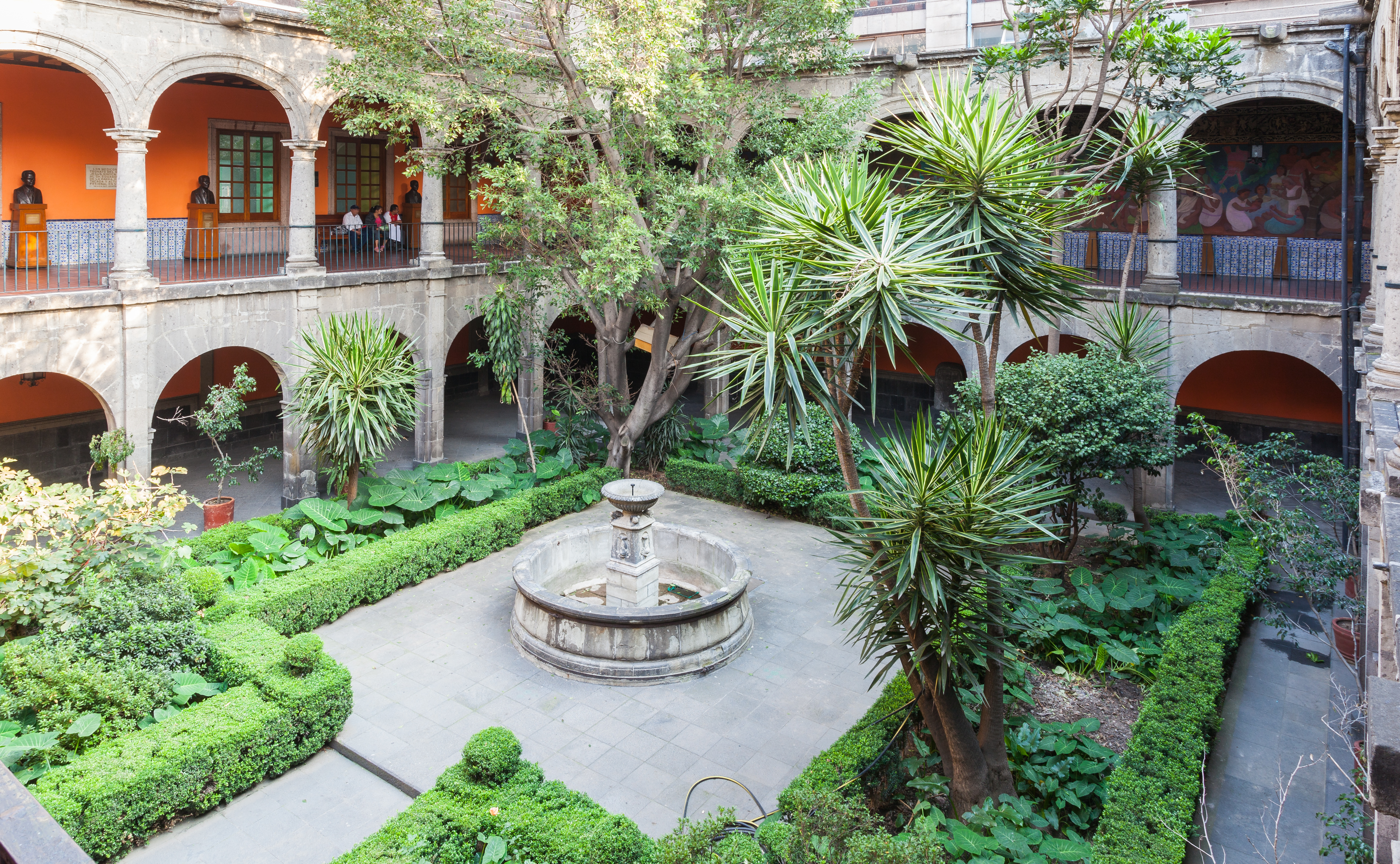
Otra vista del patio.